# 民主党 (库拉索)
民主黨是庫拉索的政黨，成立於1944年。該黨主張自由主義，是庫拉索最古老的政黨，目前在庫拉索議會中沒有席位。